# Birkenfeld, Enz
Birkenfeld là một thị xã nằm ở huyện Enz, thuộc bang Baden-Württemberg, Đức. 